# Iis Sugianto
Iis Sugianto, właśc. Kuspuji Istiningdyah (ur. 17 listopada 1961 w Dżakarcie) – indonezyjska piosenkarka.
Swój publiczny debiut miała w 1978 roku w programie Kenalan Baru na antenie TVRI. Jej pierwsze dwa albumy – Salah Tingkah (1978) i Menanti di Silent Senja (1979) – zostały wydane przez Jackson Records. Wykonała także dwa utwory z albumu Fariza RM Selangkah Ke Seberang. Największy sukces komercyjny odniosły jednak kolejne albumy piosenkarki (począwszy od Jangan Sakiti Hatinya), które sprzedawały się średnio w nakładzie przekraczającym milion egzemplarzy.
Na swoim koncie ma 27 albumów solowych, trzy kompilacje, trzy single i sześć albumów VCD. Zagrała także w czterech filmach.